# Oliarus cingalensis
Oliarus cingalensis är en insektsart som först beskrevs av William Lucas Distant 1911.  Oliarus cingalensis ingår i släktet Oliarus och familjen kilstritar. Inga underarter finns listade i Catalogue of Life.